# Transporte Amazonas

El Transporte Amazonas fue un buque construido por John Reid & Co., Glasgow, Reino Unido. Su casco era de hierro. Máquina de doble expansión construida por Robert Napier (N.º 331). Tenía dos cubiertas y una de paseo. Formó parte de los buques ordenados construir por la CSAV, que primitivamente eran los transportes Rímac, Itata y Loa y luego "Lontué" y Amazonas.
En 1877 fue vendido a la P.S.N.C.. Desde el inicio de la guerra del Pacífico, Chile intentó comprarlo, pero recién lo hizo el 15 de julio de 1879, a un costo de £ 75.000, siendo armado en guerra como crucero auxiliar. Hizo toda la campaña de la Guerra del Pacífico. Se le dio el mando al capitán de fragata Manuel Thomson. Realizó transporte de tropas de Valparaíso a Antofagasta en septiembre. En octubre viajó a Panamá a capturar un transporte de armas, pero no lo encontró. En el desembarco chileno en Pisagua era el buque insignia del convoy.
El 13 de diciembre, partió de Pisagua en una división naval conformada también por el blindado Blanco Encalada y el crucero Loa. La división estaba al mando del contraalmirante Galvarino Riveros, Jefe de la Escuadra Chilena, y su objetivo era interdecir el tráfico de armas desde Panamá. Cada buque tuvo diferentes comisiones y el Blanco y el Amazonas se reunieron en Tumbes el 22 de diciembre de 1879. Se le comisionó a la Amazonas a capturar a la lancha torpedera Alay, de la cual se sabía que viajaba sin escolta y con las máquinas descompuestas. El Amazonas inspeccionó la costa norte del río Guayas y frente a la caleta de Ballenitas, encontró y capturó a la lancha torpedera. El Amazonas se reunió con el Blanco Encalada y el Loa en Paita el 24. Juntas zarparon a Pisagua la noche del 25, arribando el 4 de enero de 1880.
Participó en el bloqueo del Callao desde mayo de 1880. En 1882 recogió a los naufrágos del Pisagua que había encallado cerca de Paita.
El 28 de febrero de 1888, fue entregado a la CSAV, mediante un contrato de subvención. 
Posteriormente, durante la Guerra Civil de 1891, fue utilizado por las fuerzas congresistas en sus operaciones. 
Pasó definitivamente a poder de la CSAV en febrero de 1902.